# Red Nacional de los Ferrocarriles Españoles

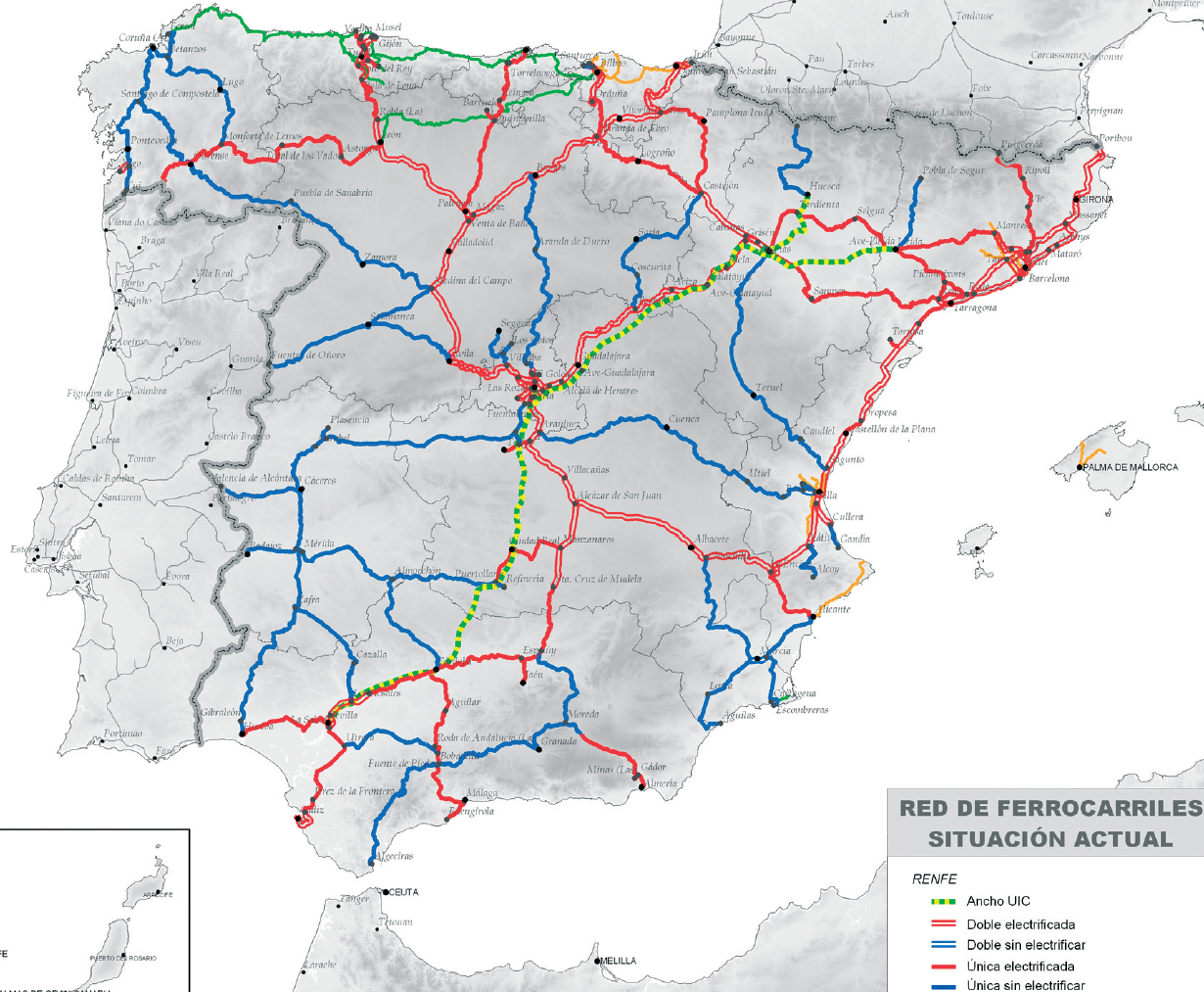
Mapa španělské železniční sítě roku 2005

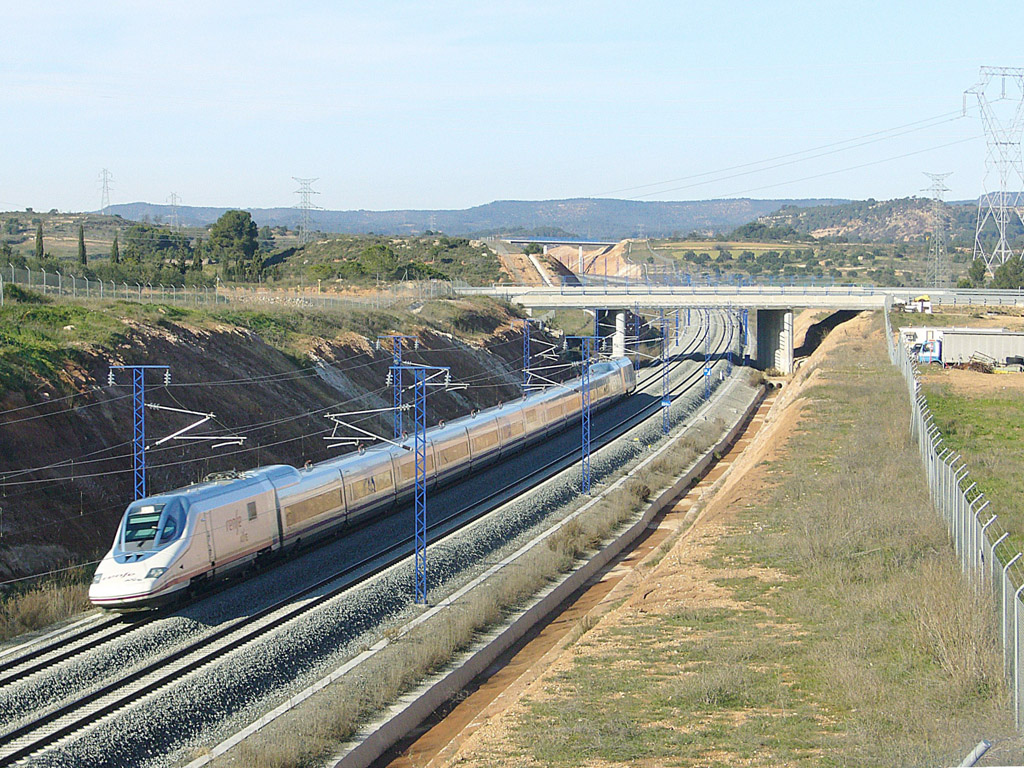
Členem vlajkové flotily RENFE bylo také AVE S-102/Talgo 350

Red Nacional de los Ferrocarriles Españoles (RENFE) byla španělská státní železniční společnost. Tento podnik byl provozovatelem dráhy i drážní dopravy (osobní i nákladní) na síti iberského rozchodu 1668 mm i na nově budovaných vysokorychlostních tratích normálního rozchodu 1435 mm.
Společnost byla založena v roce 1941 znárodněním několika dosavadních železničních společností. Firma zanikla k 31. 12. 2004 rozdělením mezi správce infrastruktury ADIF (Administrador de Infraestructuras Ferroviarias) a provozovatele dopravy Renfe Operadora.